# Sacra Famiglia con san Giovannino (Beccafumi)
La Sacra Famiglia con san Giovannino è un dipinto a olio su tavola (diametro 84 cm) di Domenico Beccafumi, databile al 1514-1515 circa e conservato nella Galleria degli Uffizi di Firenze. 

## Storia
L'opera è nota con certezza dal 1624, quando figura in un inventario mediceo con attribuzione al Beccafumi, assieme alla cornice intagliata con teste di cherubini. Di autografia indiscussa, è stato variamente datato: Judey (1932) parlò del 1520, la Samminiatelli del 1518-19, per affinità stilistiche con gli affreschi dell'oratorio di San Bernardino, mentre la Francini Ciaranfi si riferì al 1514-1515 per analogie con l'affresco dell'Incontro alla Porta Aurea dell'ospedale di Santa Maria della Scala.

## Descrizione e stile
Su uno sfondo scuro emerge la mezza figura della Madonna che tiene in braccio il Bambino. Il fanciullo regge un piccolo libro e solleva un braccio che mostra una muscolarità tutta michelangiolesca. Dal retro appaiono l'anziano san Giuseppe e san Giovannino. Nella dolcezza delle sfumature, gli effetti di luce, le fisionomie varie e caratterizzate, la semplificazione delle forme si riconoscono le caratteristiche tipiche dell'arte di Beccafumi.